# 羅梅伊基 (沃洛季米列齊區)
51°15′18″N 26°14′2″E / 51.25500°N 26.23389°E
羅梅伊基（烏克蘭語：Ромейки）是位於烏克蘭西北部里夫內州裏瓦拉什區的村莊，始建於1629年，面積59.8平方公里，海拔高度157米，人口1,154，人口密度每平方公里18.2人。